# Mochov
Mochov (německy Mochow) je obec v okrese Praha-východ ve Středočeském kraji. Leží při potoce Výmola mezi dálnicí D11 a silnicí II/611 (přeložená „stará hradecká“ silnice), východně od Prahy, přibližně 28 kilometrů od jejího centra. Obec je známá z názvů produktů zdejších bývalých konzerváren a mrazíren (např. mochovská zelenina nebo mochovská dršťková polévka). Žije zde přibližně 1 700 obyvatel.

## Historie
Archeologické nálezy datují osídlení této úrodné lokality od starší doby bronzové, což potvrdily zejména nálezy keramiky kultury únětické a objevení pohřebiště z období stěhování národů v 5. až 6. století našeho letopočtu. První písemná zmínka o Mochovu pochází z roku 1360.
V letech 1360 až 1377 patřil Mochov pražskému občanovi Petrovi Nymburskému. Jeho syn, Pešek Nymburský, financoval ve druhé polovině 14. století přestavbu původní kaple na gotický kostel svatého Bartoloměje. V letech 1437–1611 ztratil Mochov samostatnost a byl začleněn pod panství přerovské (dnešní Přerov nad Labem). Na začátku 17. století jej tehdejší císař Rudolf II. prodal Magdaleně Trčkové, která ho připojila k panství kounickému, později v majetku Lichtenštejnů. Během pozemkové reformy byl jejich majetek rozparcelován a z hospodářského dvora v Mochově vytvořen zbytkový statek Mochov, který měl od obce v pachtu až do roku 1939 židovský statkář Kummermann (společně se zbytkovým statkem Tismice).
Roku 1762 zde vévodkyně Marie Terezie Savojská nechala vybudovat první školu. 
Kolem roku 1928 byl na místním náměstí postaven pomník připomínající Mistra Jana Husa; jeho autorem je Jan Škoda. Součástí pomníku je kromě Husovy sochy i kvádr s pamětními deskami připomínajícími padlé z první a druhé světové války.
Obec Mochov používá historický znak Petra Nymburského, jehož potomci přijali rodové přízvisko Mochovští z Mochova. Znak tvoří modrý štít, na němž je doprava nakloněný gotický trojúhelníkový stříbrný štít s oddělenou zelenou patou, ze které vyrůstá modrá orlice se zlatým zobákem a červeným jazykem. Vlajku obec nemá. 

### Územněsprávní začlenění

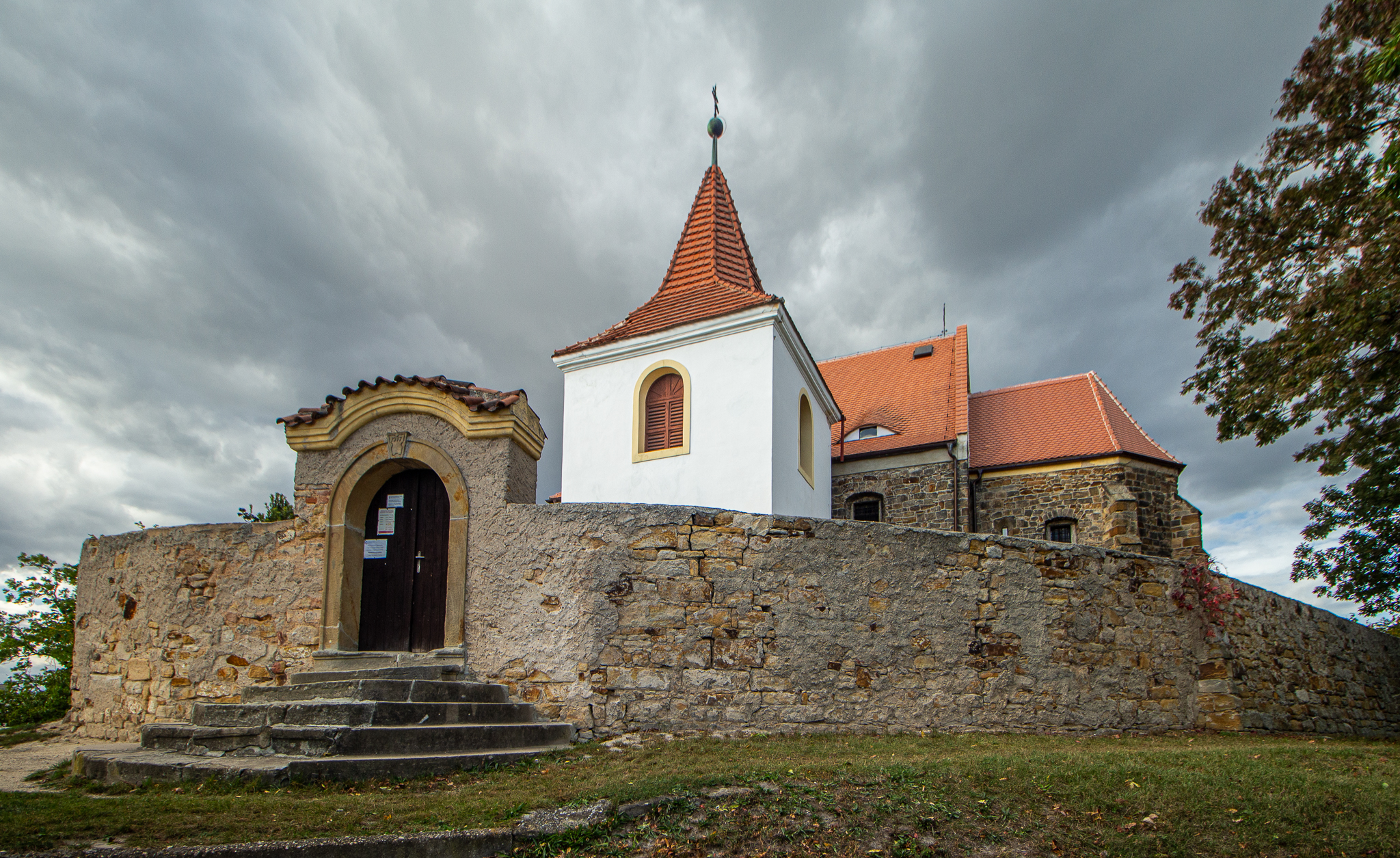
Kostel svatého Bartolměje

- 1437–1611 panství přerovské (Přerov nad Labem)
- od 1611 panství kounické

Dějiny územněsprávního začleňování zahrnují období od roku 1850 do současnosti. V chronologickém přehledu je uvedena územně administrativní příslušnost obce v roce, kdy ke změně došlo:
- 1850 země česká, kraj Pardubice, politický okres Černý Kostelec, soudní okres Český Brod[7]
- 1855 země česká, kraj Praha, soudní okres Český Brod[7]
- 1868 země česká, politický i soudní okres Český Brod[7]
- 1939 země česká, Oberlandrat Kolín, politický i soudní okres Český Brod[8]
- 1942 země česká, Oberlandrat Praha, politický i soudní okres Český Brod[9]
- 1945 země česká, správní i soudní okres Český Brod[10]
- 1949 Pražský kraj, okres Český Brod[11]
- 1960 Středočeský kraj, okres Praha-východ[12]

## Území a stavby
Obec se nečlení na části, je tvořena pouze jednou vsí s přidruženým extravilánem. Průmyslové areály bývalé Fruty přiléhají k zástavbě na severní i na jižní straně. Urbanisticky oddělené jsou Starý Dvůr a Nový Dvůr, oba jihovýchodně od zástavby obce, a areál rozvodny západně od zástavby. U silnice na severu území obce, v blízkosti Čelákovic, se nachází samota Cucovna, prezentující se jako areál pro společenské akce typu svateb, oslav či teambuildingů. Jihozápadně od koncové železniční zastávky se u Chudomelského rybníka nachází osada Chudomel sestávající z hospodářského dvora, výrobní haly a jednoho rodinného domu s příslušenstvím. 
V centru vsi se na zčásti umělém pahorku na místě původní tvrze nachází památkově chráněný kostel svatého Bartoloměje. Centrální prostranství v obci se nazývá Husovým náměstím, přestože Mochov nikdy nebyl městem ani městečkem. V obci jsou pojmenovány ulice (celkem 29 názvů včetně náměstí a samot), avšak domům nejsou přidělena orientační čísla. Dopravní osu obce tvoří silnice II/245 jako ulice Čelakovická a Poděbradská, k jihu k železniční zastávce vede z náměstí ulice Sokolovská, u níž stojí sokolovna s pivnicí a obecní úřad. Ulice 5. května od náměstí k západu je pozůstatkem původní hlavní výpadovky na Prahu, nyní jen klidnou místní komunikací. Pošta Partner se nachází v ulici 5. května nedaleko západně od náměstí, na východním okraji náměstí je nákupní středisko Potraviny u Kohouta s restaurací U Mistra Jana Husa, východně od něj je areál základní a mateřské školy s knihovnou. Kulturní akce lze pořádat v sále sokolovny. Historický hřitov kolem kostela sv. Bartoloměje je zrušen, nový hřbitov se nachází na severovýchodě obce. Ještě severněji se u Výmoly nachází čistička odpadních vod. 
Extravilán obce je převážně zemědělský, na území obce se nenachází žádná významnější lesní plocha (největší zalesněnou plochou je pás na svahu terénního zlomu u hranice s územím Čelákovic), u areálu silničářské firmy USK Mochov). Blízký přírodě je také meandrovitý úsek říčky Výmoly na severovýchodním okraji obce, u ulice U Čističky. 

## Obyvatelstvo
Potomci Petra Nymburského přijali rodové přízvisko Mochovští z Mochova. 
S Mochovem jsou spjaty například tyto osobnosti:
- PhDr. Gustav Daněk (1891 Mochov – 1975), přírodovědec, pedagog[13]
- Josef Otakar Štěrba (1859 Městec Králové – 1918 Mochov), úředník, malíř, ilustrátor[13]
- Bedřich Fereš (1899 Mochov – 1976 Mochov), úředník, obecní kronikář[13]
- Josef Kvapil (1894 Doksany – 1962), legionář v Rusku a Francii, plukovník pěchoty na Pražském hradě, organizátor pohřbu T. G. Masaryka, účastník 2. odboje, z čp. 199[14]
- Miroslava Vohlídalová, roz. Stará (1929 Mochov – 2011), grafička[15]

| Rok            | 1869 | 1880 | 1890 | 1900 | 1910 | 1921  | 1930  | 1950  | 1961 | 1970 | 1980 | 1991 | 2001 | 2011  | 2021  |
| -------------- | ---- | ---- | ---- | ---- | ---- | ----- | ----- | ----- | ---- | ---- | ---- | ---- | ---- | ----- | ----- |
| Počet obyvatel | 579  | 742  | 872  | 820  | 950  | 1 032 | 1 118 | 1 012 | 934  | 831  | 868  | 896  | 847  | 1 288 | 1 297 |
| Počet domů     | 69   | 84   | 93   | 101  | 120  | 165   | 231   | 257   | 239  | 233  | 243  | 275  | 280  | 332   | 352   |

## Služby a průmysl
V městysi Mochov (1121 obyvatel, poštovní úřad, telegrafní úřad, telefonní úřad, četnická stanice, katol. kostel, sbor dobrovolných hasičů) byly v roce 1932 evidovány tyto živnosti a obchody (výběr): 2 lékaři, 4 autodopravci, biograf Beseda, výroba cementového zboží, cihelna, cukrář, cukrovar, drogerie, galanterie, hodinář, 5 hostinců, hotel, kapelník, dělnický konsum, továrna na likéry, obchod s máslem a vejcem, mechanik, mlýn, obchod s obuví Baťa, 3 obuvníci, 2 pekaři, pumpař, 10 rolníků, 2 řezníci, sedlář, skladištní družstvo, zpracování slonoviny, sochař kamene, spořitelní a záložní spolek pro Mochov, okresní hospodářská záložna, studnař, 2 tesařští mistři, 2 zahradnictví, zednický mistr.
Nejznámějším průmyslovým podnikem v Mochově jsou mochovské konzervárny a mrazírny, které působily pod značkou Fruta či Briliant. Podnik Fruta vznikl z likérky Václav Souček, založené roku 1873, od roku 1927 působící pod značkou „Krohn Brothers & Co in London at Mochov“. V roce 1950 byl závod přejmenován na „Spojené lihovary, n.p. Praha, závod Mochov“, v letech 1953–1958 působil pod názvem „Polabská Fruta n.p.“, poté jako „Středočeská Fruta n.p.“ se sídlem v Mochově. Po roce 1989 byl závod předán v restituci dědicům bratří Davidů a v polovině 90. let byl závod uzavřen. V roce 2009 belgická společnost Ardo uzavřela závod mrazíren a výrobu přesunula do Rakouska do firmy Ardo Austria Frost, kterou skupina Ardo ovládla v prosinci 2008. Zavřením továrny zaniklo v Mochově 130 pracovních míst. Zrušení firma Ardo zdůvodnila zejména zamítnutím předběžně schváleného místa výstavby továrny ze strany místních úřadů a chybně koncipovanou investiční podporou státu. V Česku však měla zůstat obchodní divize firmy, které chtěla nadále prodávat pod značkami Ardo a Mochov. Železniční vlečka areálu mrazíren je pokračováním regionální železniční dráhy, která ve stanici Mochov končí. 
V Mochově sídlí společnost FABOK, výrobce techniky pro údržbu a čištění kanalizace, převoz a likvidaci kalů, převoz nebezpečných odpadů dle ADR, rozvoz a distribuci pitné vody, nástavby určené k splachování a mytí komunikací, likvidaci radioaktivních odpadů, výrobu průmyslových výbušnin, dodávky kombinovaných vozidel s recyklací atd. Název firmy je zkratkou jména zakladatele Františka Boučka – Fany Bouček kanalizace, v logu firmy ovál představuje tvar cisterny, kruh průřez potrubí kanalizace a hvězdice trysku, která ho čistí. Zakladatel firmy byl dříve vedoucím autodílen Pražských kanalizací. K moderním technologiím se firma dostala spojením se zahraniční firmou WOMA. FABOK působí v části areálu bývalé Fruty. S firmou jsou spojeny i místní hotely: hotel Fabok přímo v továrním areálu a hotel Bouček ve dvou budovách podél hlavní silnice v centru vsi. 
V katastru obce leží rozvodna 400/220/110 kV Čechy Střed, kterou provozují společnosti ČEZ a ČEPS.
Nedaleko rozvodny měla vzniknout největší paroplynová elektrárna v České republice. Elektrárna měla mít instalovaný výkon 1000 MW a jejími investory měly být společnosti RWE Transgas a Atel. Zastupitelé vyjádřili začátkem roku 2009 souhlas s dalším jednáním o možné výstavbě elektrárny, na podzim téhož roku po protestech občanů rovnou výstavbu odmítli. Projekt je tak v současné době (2019) zastaven – jak kvůli odporu místních obyvatel, tak kvůli změnám na energetickém trhu.

## Doprava
Původní hradeckou silnici, které původně procházela západovýchodním směrem celou obcí, nahradila přeložená  silnice II/611 Praha – Mochov – Sadská – Poděbrady – Hradec Králové, která Mochov obchází severní stranou, a dálnice dálnice D11, která Mochov obchází jižní stranou, avšak u Mochova není na silniční síť napojena a nejbližší exit 18 (Bříství) je ve vzdálenosti 4 km východně. Přímo středem obce prochází od severozápadu k jihovýchodu silnice II/245 Brandýs nad Labem – Čelákovice – Mochov – Český Brod jako ulice Čelakovická a Poděbradská. 
Do Mochova vede železniční trať Čelákovice–Mochov, jednokolejná regionální trať, zbudovaná roku 1883 jako vlečka, osobní doprava byla zahájena roku 1939. Na území obce je železniční zastávka Mochov zastávka a koncová zastávka a nákladiště Mochov, obě od roku 2021 bez pravidelné osobní dopravy. Koncová železniční zastávka leží na jihozápadním okraji zástavby, asi 0,7 km od hlavního náměstí. Jedna vlečka odbočuje do rozvodny, zanikla vlečka pokračující za koncovou zastávkou do areálu bývalého cukrovaru, později mrazíren.
Autobusy mají na území Mochova pouze trojici zastávek s názvem „Mochov“ v lokalitě Husova náměstí. Páteří zdejší autobusové dopravy je linka 398 Praha – Poděbrady s intervaly od 15 minut v ranní špičce po 2 hodiny o víkendech, tu doplňuje linka 662  Čelákovice – Český Brod  – Kouřim se zhruba dvojnásobnými intervaly. Ve dnech školního vyučování jezdí ještě několik spojů linky 677 Úvaly – Nehvizdy zajišťující spojení s nehvizdskou školou. Dominantním dopravcem v regionu je Okresní autobusová doprava Kolín, linku 677 provozuje Arriva City.
Na území obce nevedou žádné turistické značené trasy ani cyklotrasy. 

## Cyklistický závod Praha–Mochov–Praha
Mochov byl po dlouhá desetiletí místem silničního cyklistického závodu Praha–Mochov–Praha, který založil český sportovní nadšenec Rudolf Richter v roce 1905. Start i cíl byl na pražské Harfě. Tradice přetrvala obě války i smrt svého zakladatele a zanikla až v období výstavby dálnice D11 na přelomu 70. a 80. let 20. století. Poté již závod nebyl obnoven.

## Další fotografie

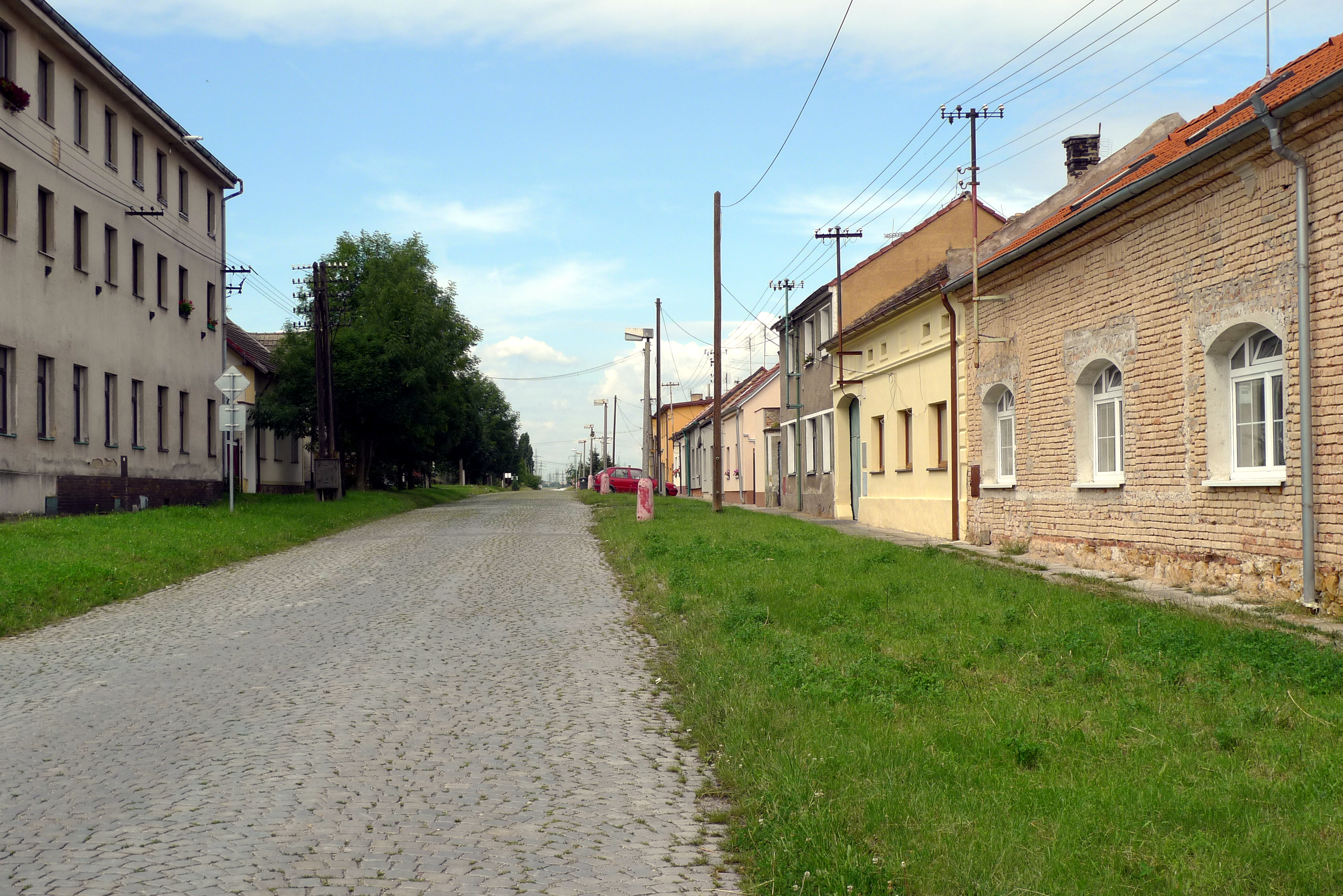
Ulice 5. května – kdysi nejrušnější ulice obce
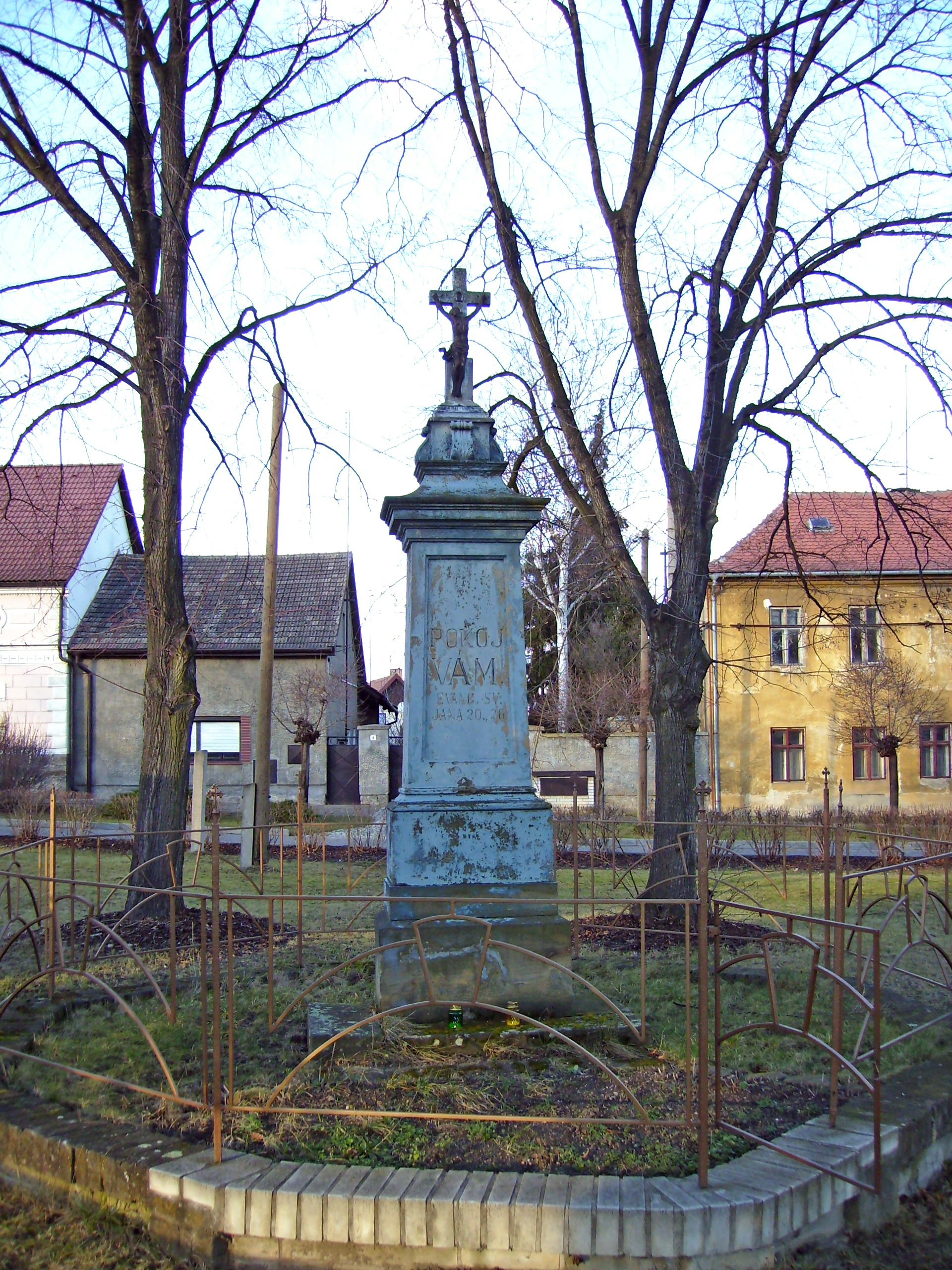
Boží muka na náměstí
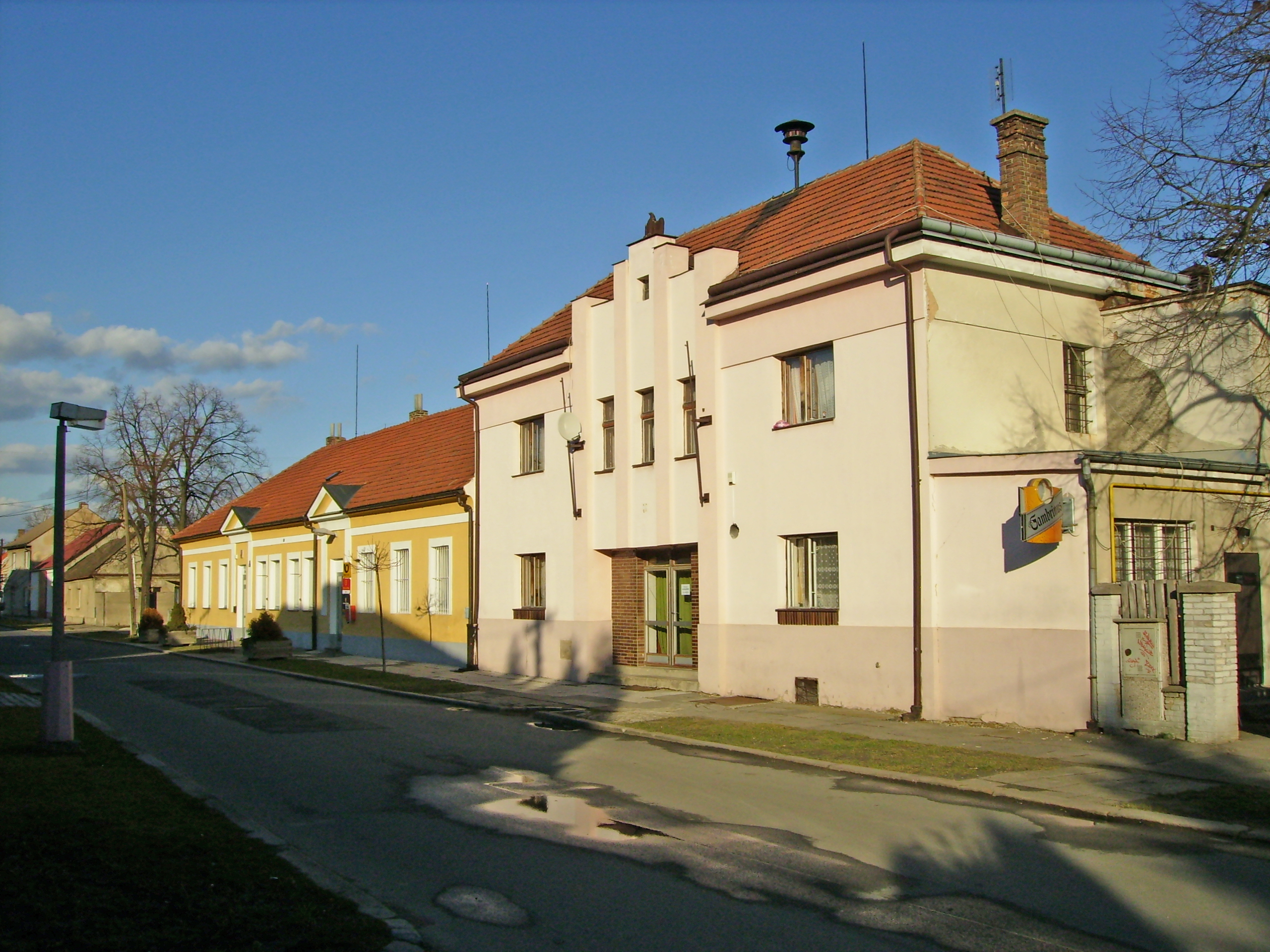
Mochovská sokolovna, v pozadí obecní úřad
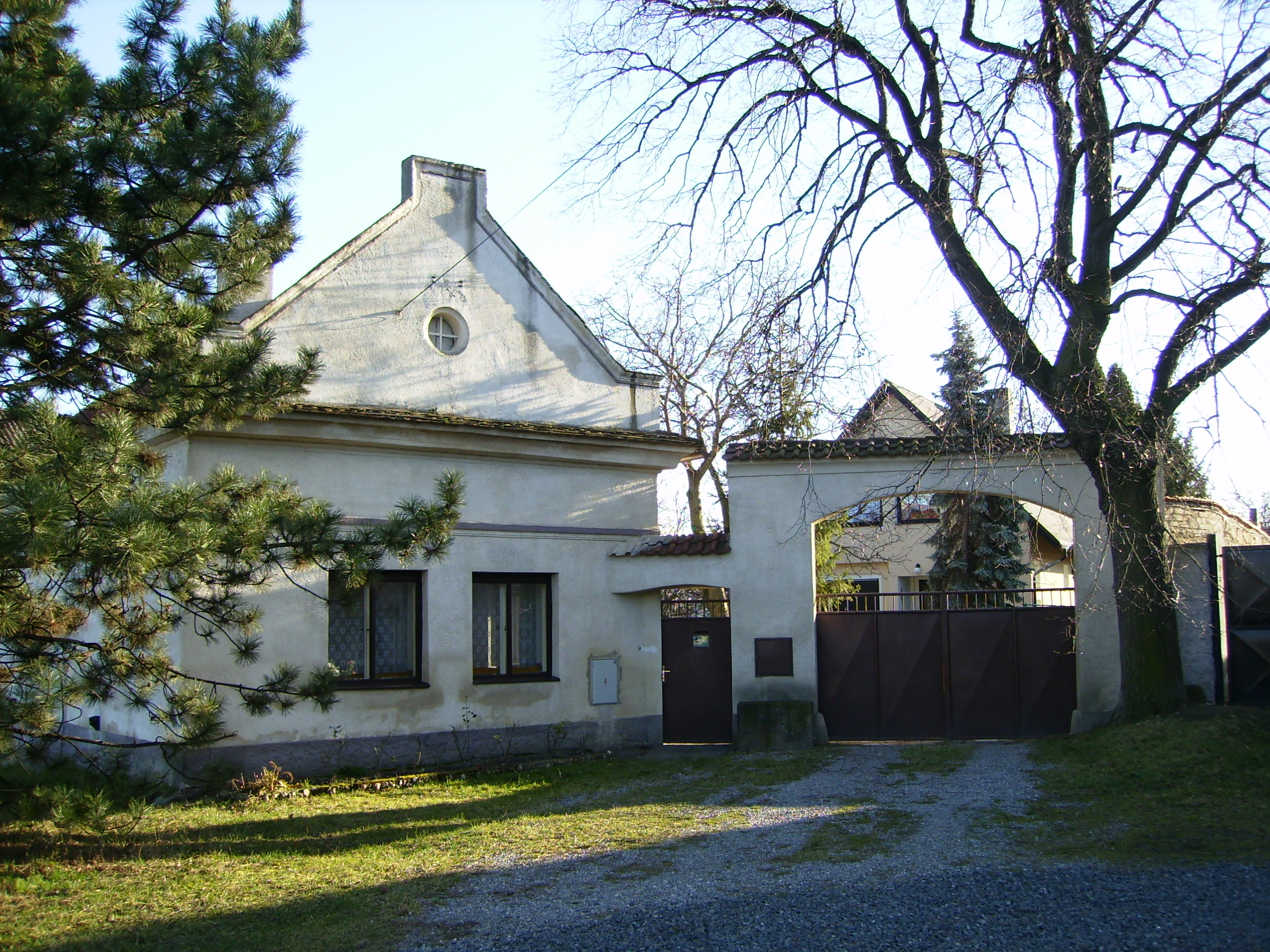
Typické polabské stavení, čp. 41